# Annfinnur í Skála
Annfinnur í Skála (* 20. September 1941 in Tórshavn) ist ein färöischer Schriftsteller. Er verfasst Wörter- und Lehrbücher sowie Fantasyromane.
Er wurde als Sohn des ehemaligen Wirtschaftsprüfers, Bürgermeister von Tórshavn und Mitglied des Lagtings, Siegfried Skaale (1906–1977) und Jóhanna M. Skaale (1906, geborene Joensen) auf einem Bauernhof in Tröllanes geboren.
Annfinnur ist Studienrat am Föroya Studentaskúla og HF skeið, unterrichtet Geschichte, Englisch und klassische Altertumskunde. Außerdem war er Mitglied des färöischen Instituts für die Pflege der Muttersprache und Prüfungskommissar an der pädagogischen Hochschule (Föroya Læraraskúli) und in Geschichte an der färöischen Akademie (Fróðskaparsetur Föroya).
Annifinnur war verheiratet und hat zwei Söhne.
2001 erhielt er den M.A. Jacobsens Literaturpreis (Bókmentavirðislön M.A. Jacobsens).

## Bibliografie
- Föroyskt mál og stöða tess í hf- og studentaskúlanum (Die Lage der färöischen Sprache in HF und Gymnasium). Gutachten (Mitverfasser: Redakteur Jonhard Mikkelsen, Ann Ellefsen, Jógvan Mörköre und Pól Jespersen). Verlag: Föroya Skúlabókagrunnur. Tórshavn 1990.
- Ensk-föroysk orðabók (Englisch-färöisches Wörterbuch) (Mitverfasser: Jonhard Mikkelsen und Zakarias Wang). Verlag: Stiðin, Tórshavn 1992.
- Stjórnarskipanarmálið 1946. Keldur til Föroya sögu (Die verfassungsmäßige Krise der Färöer in 1946. Quellen zur färöischen Geschichte). Verlag: Föroya Skúlabókagrunnur. Tórshavn 1994.
- Frá stórkríggi til heimskríggj 1918–1939. (Vom Großkrieg bis zum Weltkrieg 1918–1939). Verlag: Föroya Skúlabókagrunnur. Tórshavn 1994.
- Söga Týsklands 1918–1939. Lýst við keldum (Die Geschichte Deutschlands von 1918 bis 1939. Mit Quellen beleuchtet). Verlag: Föroya Skúlabókagrunnur. Tórshavn 1994.
- Donsk-föroysk orðabók (Dänisch-färöisches Wörterbuch) (Mitverfasser: Jonhard Mikkelsen, Hanne Jacobsen und Zakarias Wang). Verlag: Stiðin. Tórshavn 1998.
- Heimurin forni 1. Hjá dvörgum í Niðafjöllum (Fantasieroman: Bei den Zwergen in den Nidagebirgen). Verlag: Sprotin. Tórshavn 2000.
- Heimurin forni 2. Ferðin til Zamora (Fantasieroman: Die Reise nach Zambora). Verlag: Sprotin. Tórshavn, 2000.
- Föroysk-ensk orðabók (Färöisch-englisches Wörterbuch) (Mitverfasser: Jonhard Mikkelsen). Verlag: Sprotin. Tórshavn 2008.
- Ensk-föroysk orðabók (Neues und erweitertes Englisch-färöisches Wörterbuch). (Mitverfasser: Jonhard Mikkelsen). Verlag: Sprotin. Tórshavn 2008.

| Personendaten    | Personendaten             |
| ---------------- | ------------------------- |
| NAME             | Skála, Annfinnur í        |
| KURZBESCHREIBUNG | färöischer Schriftsteller |
| GEBURTSDATUM     | 20. September 1941        |
| GEBURTSORT       | Tórshavn                  |